# Heardred
Heardred (protonórdico: *Harðurāðaz, m. 530?), fue un rey semi-legendario vikingo de los gautas, en la Era de Vendel (siglo VI); hijo de Hygelac y de su consorte, la princesa gauta Hygd; todos ellos aparecen en el poema Beowulf. Tras la muerte de Hygelac en Frisia, Hygd deseaba que Beowulf fuese el rey de Götaland ya que temía que el joven Heardred no fuera capaz de defender a su pueblo. Beowulf, no obstante, confió en el joven príncipe y Heardred se proclamó rey.
Pero en Svealand (norte de Suecia), el rey de los suiones Ohthere muere y le sucede su joven hermano Onela. Los hijos de Ohthere, Eadgils y Eanmund, escaparon hacia el reino de los gautas y fueron amparados por Heardred. Esto provoca que Onela atacase a los gautas para acabar con sus sobrinos, y para vengar a su padre Ongenþeow, que fue eliminado por los gautas. Durante la batalla murió Heardred y Eanmund fue asesinado por su pariente Weohstan.
Beowulf se ve forzado a aceptar la corona de los gautas, sucede a su primo Heardred y vengaría la muerte de Eanmund ayudando a Eadgils a acabar con Onela, un hecho que también aparece en otras fuentes escandinavas.